# Conus nebulosa
Conus nebulosa é uma espécie de gastrópode do gênero Conus, pertencente à família Conidae.